# Габріел Верон
Габріел Верон Фонсека де Соуза (порт. Gabriel Veron Fonseca de Souza, нар. 3 вересня 2002, Бразилія) — бразильський футболіст, півзахисник «Порту». На умовах оренди виступає на батьківщині за «Сантус».

## Клубна кар'єра
Вихованець футбольної клубу «Палмейрас».
28 листопада 2019 дебютував в основному складі «Палмейрас» в матчі бразильської Серії A проти «Флуміненсе», вийшовши на заміну. 5 грудня 2019 роки зробив дубль у матчі бразильської Серії A проти команди «Гояс».

## Кар'єра в збірній
З 2018 року виступав у складі збірної Бразилії до 17 років. У 2019 виграв чемпіонат світу серед гравців до 17 років, який пройшов в Бразилії, забивши на ньому 3 м'ячі і був визнаний кращим гравцем турніру.

## Особисте життя
Габріел Верон був названий батьками на честь легенди аргентинського футболу Хуана Себастьяна Верона. Цю ідею його батькам підказав їх сусід, коли мама Верона ще була вагітна.

## Досягнення
- Чемпіон штату Сан-Паулу (2): 2020, 2022
- Володар Кубка Лібертадорес (2): 2020, 2021
- Володар Кубка Бразилії (1): 2020
- Володар Рекопи Південної Америки (1): 2022
- Володар Суперкубка Португалії (1): 2022
- Володар Кубка португальської ліги (1): 2022–23
- Володар Кубка Португалії (1): 2022–23

Збірні
- Чемпіон світу (U-17): 2019